# ヒカリ (hitomiの曲)
『ヒカリ』は、hitomiの26枚目のシングル。

## 解説
- 休養期間に入っていたhitomiが約1年半ぶりにリリースしたシングル。
- 初回盤には「ヒカリ」のPVを収録したDVDが付いている。

## 収録曲
1. ヒカリ
作詞：hitomi  作曲：小幡英之
TBS系TV『恋するハニカミ!』テーマ・ソング
TX系『第1回全日本大学女子駅伝競走』テーマ・ソング
2. Steady
作詞：hitomi  作曲：伊橋成哉

## 楽曲の収録アルバム
- TRAVELER (#1,2)
- peace (#1)